# Liz Ferris
Elizabeth Anne Esther Ferris, detta Liz (Bridgwater, 19 novembre 1940 – Londra, 12 aprile 2012), è stata una tuffatrice britannica.

## Biografia
Ha vinto la medaglia di bronzo nel concorso dei tuffi dal trampolino 3 metri ai Giochi olimpici di Roma 1960, concludendo la gara alle spalle della tedesca Ingrid Krämer e della statunitense Paula Myers-Pope.
Nel 1962 si è ritirata dalla carriera agonistica e si è deficata agli studi di medicina presso la Middlesex Hospital Medical School, laureandosi nel 1965. 
Durante la sua vita si è battuta per affermare i diritti delle donne e l'uguaglianza di genere nello sport.

## Palmarès
- Giochi olimpici

Roma 1960: bronzo nel trampolino 3 m;
- Universiade

Sofia 1961: oro nel trampolino 3 m; oro nella piattaforma 10 m;